# NGC 4245
NGC 4245 is een balkspiraalstelsel in het sterrenbeeld Hoofdhaar. Het hemelobject werd op 13 maart 1785 ontdekt door de Duits-Britse astronoom William Herschel.

## Synoniemen
- UGC 7328
- MCG 5-29-49
- ZWG 158.59
- IRAS 12151+2952
- PGC 39437